# 亮寨长官司
亮寨长官司，元朝时设置，治所在今贵州省锦屏县南。属思州安抚司。明朝洪武初年，改八万亮寨长官司，旋复名亮寨长官司。属辰州卫。寻属靖州卫。后废。永乐八年（1410年）复置，属新化府。后属黎平府。 